# SummerSlam (1994)
SummerSlam (1994) — седьмое в истории шоу SummerSlam, PPV-шоу производства американского рестлинг-промоушна World Wrestling Federation (WWF, ныне WWE). Шоу состоялось 29 августа 1994 года в Чикаго, Иллинойс, США на арене «Юнайтед-центр».
Шоу имело два главных события. В первом Оуэн Харт встретился со своим братом Бретом Хартом в матче в стальной клетке. Брет выиграл матч, но сюжетная вражда обострилась после того, как Оуэн и его шурин Джим Нейдхарт напали на Брета после матча. В другом главном событии Гробовщик победил самозванца Гробовщика (в исполнении Брайана Ли).

## Результаты
| №                                                     | Матч | Тип матча                                                  | Время |
| ----------------------------------------------------- | --- | ---------------------------------------------------------- | ----- |
| 1D                                                    | Адам Бомб победил Кванга | Одиночный матч                                             | —     |
| 2                                                     | Бам Бам Бигелоу и Ирвин Р. Шистер (с Тедом Дибиаси) победили «Хедшринкеров» (Фату и Саму) (с Афой и Лу Альбано) по дисквалификации | Командный матч                                             | 7:20  |
| 3                                                     | Аландра Блейз (c) победила Булл Накано (с Луной Вахон)                                                                             | Одиночный матч за титул чемпиона WWF среди женщин          | 8:10  |
| 4                                                     | Рейзор Рамон (с Уолтером Пэйтоном) победил Дизеля (c) (с Шоном Майклзом)                                                           | Одиночный матч за титул интерконтинентального чемпиона WWF | 15:03 |
| 5                                                     | Татанка победил Лекса Люгера | Одиночный матч                                             | 6:02  |
| 6                                                     | Джефф Джарретт победил Мэйбла (с Оскаром)                                                                                          | Одиночный матч                                             | 5:45  |
| 7                                                     | Брет Харт (с) победил Оуэна Харта                                                                                                  | Матч в стальной клетке за титул чемпиона WWF               | 32:22 |
| 8                                                     | Гробовщик (с Полом Бирером) победил Гробовщика (с Тедом Дибиаси)                                                                   | Одиночный матч                                             | 8:57  |
| D —означает тёмный матч (c) — чемпион на начало матча | |                                                            |       |